# M73機関銃
M73機関銃（英語: Machine Gun, 7.62mm, M73：7.62mm機関銃 M73）は、アメリカ合衆国で車載用として開発された機関銃である。

## 概要
空冷式・銃身後退式反動利用作動機構を持つ弾帯給弾式機関銃で、装甲戦闘車両の車載機銃としてそれまで広く使われていたブローニングM1919重機関銃の車載型（M1919A4/A4E1/M1919A5/M37）の後継として1951年から1958年にかけてT197 / T198 / T199 / T200 の4種類が開発され、このうちT197が採用されていくつかの点に改良が加えられたT197E1を経てT197E2となり、1959年にM73として制式採用された。
運用にあたって車載が前提とされているため、直接照準器は備えられておらず、手で握るもしくは持つ方式のトリガ－及びグリップも用意されていない。このため、開放式の銃架に架装して車外に装備することや、車両から降ろして三脚架に搭載して使うことは考えられていないことがM73の大きな特徴である。
T197(M73)の開発自体は順調で、軍の要求である機関部の短縮化と左右両用の操作性も達成されたが、設計に構造的な問題が多く、問題点は原型のT197から最終的にM73として制式化されたT197E2となっても完全には解決されておらず、結果としてM73は装弾不良と排莢不良が多発する“弾詰まり”の多い信頼性の低いものとなり、イスラエル軍を始めとしてM73の搭載車両を供給されたアメリカの同盟国からの懸念が多数寄せられて重大な問題となった。また、“M1919をコンパクトかつ軽量にする”目的で開発されたにもかかわらず、重量がM1919と変わらない（むしろ、14kg(M1919) - 14.1kg(M73)で僅かに増加している）こと、M1919に比べ部品点数が多く複雑な構造になっており、部品寿命が短く頻繁な交換が必要で、整備の手間とコストが大きいことも問題点として指摘された。
1970年には問題点を改良し若干軽量化されたM73A1（後にM219と改称）が開発されたが、1972年には装甲車両搭載機銃としてはM60E2（M60機関銃の車載型）、そしてM240機関銃（FN MAG）機関銃によって代換されることが決定し、順次更新された。
M73およびM219は車載機関銃としてはM48戦車およびM60戦車とその派生型、M551空挺戦車の主砲同軸機銃として搭載されたのみである。汎用機関銃としてトリガーをソレノイド式からピストル型グリップを備える通常の引金式として直接照準器を装備した地上型歩兵用のM73Cも開発されたが、テスト運用のみに終わった。

## 構成
M1919の後継を開発するにあたってアメリカ軍が重視した点が「車載に際して嵩張らないこと」で、M1919に比べ機関部の全長を短くすることが求められたため、T197(M73)は遊底が前後に往復する閉鎖機構ではなく、遊底に当たる部品が横方向にスライドする尾栓式の閉鎖機構を持つ珍しい方式となっている。基本的な作動機構は反動利用式だが、銃口部には発砲時に噴射されるガスの圧力を受け止めることで銃身の後退動作を強化する“リコイルブースター(recoil booster)”(英語版)が備えられており、作動にはブースターの存在が前提となっていた（リコイルブースターによる補助力がなければ銃身は設計想定上の距離を後退しない）。銃身の先端部は連続発砲による高温に耐えるため、ステライト処理されている。
開発上の重要な点として「左右両用であること」「銃身の交換が容易で、交換後の調整が不要なこと」が要求されており、装弾方向（弾帯の挿入方向）は簡単な部品の組み換えで左右任意に変更できる設計となっている。車両への搭載にあたっては銃身覆い（バレルジャケット）の根本で固定できる設計で、銃身はバレルジャケットと機関部の結合を開放して銃身を抜き出すだけで交換が可能で、車内から機関部の側を操作することで銃身が交換でき、銃身交換後の調整も不要な設計となっていた。
発射機構は電磁（ソレノイド）式による遠隔操作が基本となっているが、手動の発射装置も用意されており、機関部後面上部に指で押す方式
のトリガーがある。また、手動トリガーの前面には左右にスライドさせる方式の手動安全装置を備える。装填レバーはチェーンを介してU字型のハンドルを引く方式で、レバーの装着箇所は左もしくは右側面が選択でき、簡単に変更できた。

## 問題点
M73は通常の銃身後退式反動利用作動機構であれば単一の遊底の往復によって行われる動作機構を個別に装弾 / 薬室閉鎖 / 排莢を行う複数の部品に分散したため、それらが完全に連動しなければ確実な作動が行われず、更に、リコイルブースターよって生じる補助力が強力すぎて発射速度が過剰になってしまう上、弾薬の品質や射撃時の気温や湿度、発砲を重ねることによる汚れの蓄積といった要素によって補助力が変動するため安定した作動が望めない、という問題が発生した。
上述の問題に対処するために発射速度抑制装置（レートリデューサー；rate reducer.）が追加されたが、これはより構造が複雑化する要因になった。また、機関部全体を切り詰めた設計としたために内部に余裕がなく、射撃後の薬莢の抽出に複雑な機構が必要になり、排莢機構の作動不安定に加えて排莢ルートが狭いために抽出後に薬莢が詰まる不良が続出した。これらの問題に対処するには複数の要素を勘案しながら各部品の作動を調整せねばならず、それは野戦における実用上はほとんど不可能であった。
この他にも、銃身覆いと機関部の結合は回転軸をピンで固定する方式であったが、発砲や車両の振動で緩みが生じやすく、誤動作や作動不良の要因になった。

## 派生型

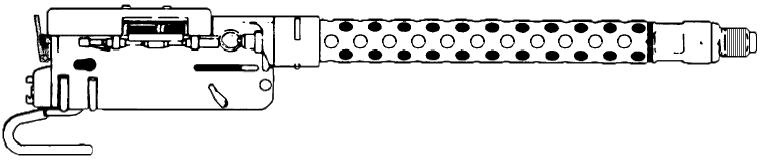
M73A1 （US Army TM 9-1005-233-10 or TM 9-1005-233-24）
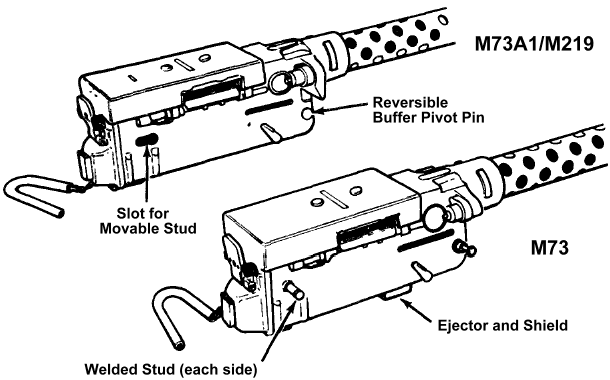
M73A1/M219とM73の違いを示した図 （US Army TM 9-1005-233-10 or TM 9-1005-233-24）

T197
原型。
T197E1
改良原型。
T197E2
二次改良原型。制式化されM73となる。
M73
基本型。1959年制式化。
M73C
XM132三脚に架装して地上設置型の重機関銃としても運用できるようにした型。
ピストルグリップおよび直接照準器を装備。
M73E1
M73の排莢機構を単純化した機構に設計変更した改良型。1970年開発。
M73A1として制式化された。
M73A1/M219
M73E1の制式採用名称。1977年に制式名称はM219と改称された。
- M73A1
（US Army TM 9-1005-233-10 or TM 9-1005-233-24）
- M73A1/M219とM73の違いを示した図
（US Army TM 9-1005-233-10 or TM 9-1005-233-24）